# باتريشيا لويز ميلر جرامبش
باتريشيا لويز ميلر جرامبش (بالانجليزية: Patricia Louise Meller Grambsch)، هي عالمة إحصاء حيوي أمريكية معروفة بعملها في نماذج تحليل البقاء بما في ذلك نماذج المخاطر النسبية، وهي أستاذ مشارك فخري في الإحصاء الحيوي في جامعة منيسوتا.

## التعليم والمهنة
أكملت جرامبش درجة الدكتوراه. في عام 1980 في جامعة مينيسوتا، مع أطروحة استدلال الاحتمال المشروط التي أشرف عليها ديفيد هينكلي، قبل عودتها إلى مينيسوتا كعضو هيئة تدريس، عملت في مجموعة تحليل البقاء على قيد الحياة في مايو كلينيك لمدة خمس سنوات، من عام 1985 إلى عام 1990.